# Лоскутово (Сернурський район)
Лоскуто́во (рос. Лоскутово, марій. Руш Шолэҥер) — присілок у складі Сернурського району Марій Ел, Росія. Входить до складу Дубниківського сільського поселення.

## Населення
Населення — 366 осіб (2010; 349 у 2002).
Національний склад (станом на 2002 рік):
- марі — 73 %
- росіяни — 27 %